# Vrije Universiteit Brussel
La Vrije Universiteit Brussel (VUB) (del neerlandés: Universidad Libre de Bruselas) es una universidad de habla neerlandesa, establecida en Bruselas, Bélgica.
La VUB surgió en 1970 de la escisión de la Université Libre de Bruxelles, que hasta entonces había sido bilingüe francés-neerlandés y que a partir de entonces pasó a ser solamente francófona. Tanto la VUB como la ULB se encuentran situadas en el campus de la Plaine, en el municipio de Ixelles; mantienen colaboraciones docentes y adminstrativas y comparten una filosofía similar que se refleja en el lema común Scientia vincere tenebras.
La VUB forma junto al Erasmushogeschool Brussel la Asociación de Educación Superior de Bruselas.

## Cifras
La VUB contaba en el periodo 2007-2008 con 9341 estudiantes. De esta cantidad, el 89 % es originario de Bélgica, el 5 %, de la Unión Europea y el 6 % de otros países. En la universidad trabajan 2753 personas (al 1 de diciembre de 2008)